# Cogitosus
Cogitosus è stato un monaco attivo in area irlandese presumibilmente attorno alla metà del VII secolo. Legato al monastero brigidino di Kildare, è autore di un’opera sulla vita di Santa Brigida, seconda patrona d’Irlanda.

## Biografia
Di Cogitosus abbiamo pochissime notizie, pressoché tutte connesse al testo agiografico da lui composto. Il forte legame con Kildare e l’attività di scrittura in ambiente monastico sono gli unici elementi desumibili dall’opera, in quanto non ci offre indizi cronologici precisi sul periodo in cui vive. L’appellativo cogitosus l’autore stesso se lo assegna all’interno dell’epilogo, seguendo la pratica di altre figure medievali irlandesi di traslare il proprio nome celtico nell’equivalente significato latino. Le ricerche degli studiosi si sono rivolte in questo senso agli antichi martirologi dell’isola, nei quali è stato rintracciato un Cogitosus Sapiens (martirologio di Tallach) e un Cogitosus Justus (martirologio di O’Gorman) probabilmente identificabili con il nostro autore. L’originale nome del monaco potrebbe essere dunque stato Toimtenach (raro nome irlandese derivato dal sostantivo verbale “pensare”), presente all’interno delle genealogie iberniche.

### Dibattito cronologico
Inizialmente le ricerche di editori seicenteschi del testo associarono Cogitosus al VI secolo. Nell’epilogo della Vita di Santa Brigida egli inserisce la preghiera Orate pro me Cogitoso nepote culpabili Aedo. A seguito di un’incomprensione legata al termine Aedo, mancante nei manoscritti utilizzati per l’edizione, nepos venne attribuito letteralmente ad un legame di parentela tra il monaco e la Santa, scomparsa nel 525 secondo fonti come gli annali dell’Ulster. Tuttavia questo nome, oltre a non essere presente nelle ricerche genealogiche legate a Brigida, va connesso ad una tradizione differente: nell’Irlanda coeva era molto diffusa la tribù celtica degli Uí Áedo, rintracciata negli Annali Irlandesi anche nel territorio provinciale di Leinster, dove Kildare si trova e di cui evidentemente Cogitosus faceva parte. Gli studiosi hanno dunque seguito altri percorsi di identificazione cronologica.
A riprova del ricco dibattito prodotto dallo studio di questo autore, nel XIX secolo gli studiosi elaborarono ipotesi orientate a secoli ancora successivi. Innanzitutto il celebre passo in cui Cogitosus descrive i dettagli della chiesa e della porta principale del monastero irlandese, venne letto come il ritratto di un’architettura appartenente ad un periodo artistico successivo al VII secolo. Per questo alcuni mantennero come limite temporale il XII secolo, mentre per altri limite ante quem di cui si sarebbe dovuto tenere conto è l’836, per il fatto che Kildare sia descritta dall’autore prima dei saccheggi.
La proposta più accreditata ad oggi è di natura mediana rispetto alle precedenti, perché collocherebbe il nostro autore a metà tra i secoli individuati in passato. Questa volta sono elementi filologico-letterari a costruire un’ipotesi fondata sul dialogo tra autori e opere parallele. Nella Vita Patricii di Muirchú vediamo quest’ultimo autore nominare Cogitosus in quanto pater. Il significato non letterale va letto nella chiave figurata di legame spirituale o letterario con un maestro-modello con il quale probabilmente poteva essere entrato in contatto, spostando l’asse di collocazione non oltre il 650 (o più genericamente tra 620 e 680), ovvero all’incirca una generazione prima di Muirchú, che scrive attorno al 680.

## Vita Sanctae Brigidae

### LeVitaedi Santa Brigida
Il testo di Cogitosus rappresenta un’importante testimonianza agiografica e letteraria per l’Irlanda. Rispettando la datazione dell’autore al 650, rintracciamo pochi altri esempi di agiografie insulari rimastici dallo stesso periodo: la vita di Brigida tra tutti sembrerebbe essere il più antico. A questo proposito tuttavia si pone un ulteriore dibattito cronologico, legato stavolta alla datazione della Vita di Cogitosus e a un’altra testimonianza agiografica sulla Santa. Oltre al testo del nostro monaco, di appartenenza irlandese ci restano anche una Vita prima Sanctae Brigidae anonima e il Bethu Brigte: quest’ultimo è un’opera del IX secolo scritta in parte in latino, in parte in antico irlandese fortemente connessa alle tradizioni pre-cristiane dell’isola; il primo invece è un documento definito prima per un’edizione seicentesca dei Bollandisti che lo datò inizialmente come precedente al lavoro di Cogitosus e che ancora oggi alcuni autori retrodatano rispetto alla Vita secunda Cogitosi.
Altri sono i testi dedicati a Brigida: la Vitae Sanctae Brigidae Kildariae in Hibernia dell’abate irlandese Ailerano, attorno al 665 (dunque un periodo molto vicino a Cogitosus o addirittura precedente, a seconda delle ipotesi); allo stesso anno è datata la Vita Sanctae Brigidae del Santo irlandese Ultano, missionario in Belgio; la Vita Sanctae Brigidae del vescovo irlandese Donato di Fiesole e la Vita Sanctae Brigidae scoticae virginis del priore inglese Lorenzo di Durham sono invece due testi posteriori (rispettivamente IX e XII secolo). I filologi hanno ipotizzato che alla base delle testimonianze più antiche fra queste vi fosse una tradizione comune da cui gli autori hanno attinto e che a noi non è pervenuta.

### Manoscritti, stampe, studi
Oltre alle testimonianze insulari, la tradizione letteraria riferita a questa Santa riscosse vivo interesse anche nell’area continentale europea. A dimostrazione di questo, basti notare come la maggior parte dei manoscritti che ospitano la Vita di Cogitosus appartengano oggi a biblioteche europee più o meno lontane dall’Irlanda, che tuttavia segnano la riprova degli spostamenti di uomini e di libri all’interno di un’epoca vivida come quella medievale. I testimoni manoscritti censiti finora che riportano la Vita seconda sono 86. Tra questi troviamo sia unità che contengono solamente estratti o riscritture, sia l’intero testo di Cogitosus (come per esempio il Magnum Legendarium Austriacum, raccolta di vite di Santi celebrati nei differenti mesi dell’anno e tra i quali troviamo anche Brigida, festeggiata il 1º febbraio). Le datazioni di questi volumi oscillano tra il IX e il XVII secolo e hanno rappresentato una difficoltà per gli studiosi che hanno tentato l’impresa di un’edizione critica del testo (ad oggi inedita).
Le stampe del testo di Cogitosus vengono inaugurate prima del 1480 da un’edizione milanese di Boninus Monbritius del suo Sanctuarium, volume all’interno del quale il testo agiografico compare parafrasato e senza il nome dell’autore irlandese. La prima edizione del testo completo risale al 1604, ad opera del gesuita olandese Pietro Canisio, stampa che nel 1849 venne utilizzata da J. P. Migne per l’inserimento della Vita Sanctae Brigidae nella Patrologia latina. J. Colgan realizza nel 1647 un’edizione protoscientifica basata sulle stampe precedenti e sui due manoscritti trovati nei monasteri benedettini di Saint Hubert e Saint Amand. La versione migliore del testo pervenutaci è quella inserita negli Acta Sanctorum realizzata dai Bollandisti nel 1658. Tra le versioni moderne, invece, la traduzione più utilizzata nelle bibliografie di studio su Cogitosus è quella di Connolly e Picard.
È interessante vedere come, oltre agli studi letterari e filologici, si siano concentrati sul legame tra Vita Prima, Vita Cogitosi e Bethu Brigte anche gli studi legati alle tradizioni pagane dell’isola. In Brigida è stata riconosciuta la figura della dea del sole, dell’agricoltura e della purificazione Brigit: nel passaggio da paganesimo a nuova religione cristiana, per avvicinare i fedeli ancora molto legati nel quotidiano alla sensibilità celtica, testi come questi hanno ibridato elementi cristiani a fonti leggendarie, connettendo elementi miracolistici al sostrato magico. Sebbene in Cogitosus siano messi in luce maggiormente gli elementi cristiani, il forte legame tra Kildare, i vicini luoghi del culto antico e i pellegrini ha offerto spunti interessanti di lettura socio culturale. In epoca paleocristiana erano molti i centri di devozione sparsi nel territorio del Leinster; l’elemento di unicità della Vita seconda sta nell’aver strettamente legato Brigida alla cittadina ibernica e all’ambiente agricolo pastorale dell’Irlanda celtica, facendo di Kildare un nuovo centro di aggregazione per i fedeli della futura co-patrona dell’isola.

### Trama e tematiche
Più che un’agiografia dal carattere biografico in senso stretto, ci troviamo di fronte ad una sorta di panegirico, poiché l’autore ci parla pochissimo dell’infanzia e della morte di Brigida. Si concentra invece sui miracoli che la Santa si trova a mettere in atto, raccontati con abilità narrativa di coinvolgimento del lettore. Non va dimenticato in proposito l’utilizzo che spesso si faceva di queste agiografie: Cogitosus nel testo parla delle festività dedicate a Brigida che raccoglievano pellegrini e fedeli da tutta l’isola. In occasione delle celebrazioni venivano probabilmente recitati passi sulla vita della Santa e inscenate letture drammatiche che coinvolgessero il pubblico cristiano. Il testo di Cogitosus, se seguiamo l’ipotesi di datazione al VII secolo, essendo uno tra i primi autori che si focalizzarono su questa figura, fu anche uno dei primi a fondare attraverso la scrittura un legame stretto di devozione e pratiche di culto fra Irlandesi e Brigida. Lo spunto narrativo del testo e i dettagli sul centro di culto brigidino assumono dunque connotati più estesi.
La Vita è suddivisibile in tre macro-sezioni: il prologo, la parte centrale che ospita la narrazione vera e propria e l’epilogo. All’interno del prologo, dopo un iniziale richiamo all’inadeguatezza della voce autoriale che rimette tutta sé stessa al potere divino, Cogitosus dichiara di scrivere per rendere nota la grandezza della Santa. Tratteggia brevemente la potenza di Kildare, fondata sull’alleanza sacra tra Brigida e il vescovo Conleth e termina con un riferimento ai miracoli che di seguito racconta nella sezione successiva. Si apre a questo punto una carrellata di 32 storie miracolose che si susseguono per lo più senza specificazione temporale o topografica. Solo il primo miracolo (che mette in luce la carità di una Brigida infante che dona tutto il burro ricavato dal latte delle sue mucche ad un pover’uomo) ci parla dei nobili natali della Santa: i genitori Broichsech e Dubhatch appaiono come inseriti nell’ambiente pastorale irlandese dove la quasi totalità dei miracoli si svolge. Ci sono all’interno della carrellata minimi cenni geografici che fanno presupporre una connessione di Cogitosus al Leinster e alla provincia tutta: Mag Liffe (campus in irlandese), già nel prologo, Mag Breg e il grande fiume della pianura dove il monastero sorge. Per tutti gli altri casi in cui non si nominano luoghi precisi, si ipotizza che l’evento miracoloso avvenga a Kildare; questo sancisce un legame strettissimo non solo della Santa con il monastero dell’autore, ma di Cogitosus stesso con il proprio luogo di monacazione. Nel secondo miracolo (che parla della fioritura di un altare ligneo che Brigida tocca) e nel ventottesimo troviamo figure storiche che gli studiosi hanno tentato di utilizzare come elementi di collocazione cronologica: nel primo caso il vescovo Mac Caille che accompagna Brigida nella cerimonia della presa del velo dopo che la giovane ha rifiutato di prendere marito; nel secondo caso il vescovo Conleth che da eremita si fa sacerdote e collabora con la donna per dare vita alla doppia comunità di monaci e suore presso il santo monastero di Kildare. La serie restante di episodi che Cogitosus ci narra vedono come protagonisti uomini bisognosi, elementi naturali e soprattutto animali. L’intento di questa carrellata non è quello di suscitare l’interesse folkloristico locale, ma proporre insegnamenti di ascetismo che incentivino l'aedificatio del fedele cristiano che ascoltava le esperienze di una vita beata. I miracoli compiuti da Brigida sono fortemente connessi al saldo credo della donna e ruotano attorno alla fede e alla carità, capisaldi attraverso i quali si manifesta il potere divino. Fin dall’episodio della presa del velo monacale, Cogitosus punta l’attenzione su tematiche come la necessità all’obbedienza monastica, la costanza nella preghiera e il legame con Cristo. Le connessioni con la Bibbia si misurano sia attraverso l’impegno nella predicazione del Verbo, sia nel modello assunto da molti miracoli negli episodi evangelici (come il miracolo di trasformare l’acqua in birra, o quello di ridonare la vista ad un cieco). Interessante è infine l’ultimo miracolo di cui la parte centrale racconta, quello legato ad una porta del monastero che si modifica durante la notte. Cogitosus prende spunto dai riferimenti alla struttura che questa porta richiama, per descrivere in modo dettagliato l’architettura, le decorazioni e le tombe di Kildare, facendoci così sapere che sia Conleth sia Brigida si trovano lì sepolti. Si racconta innanzitutto del monastero e di come abbia dato vita ad una struttura ospitante la doppia comunità di monaci e suore brigidine. Kildare viene ritratto come potente centro di pellegrinaggio che all’epoca dell’autore possedeva il controllo della maggior parte delle chiese irlandesi, estendendo la propria supremazia da una costa all’altra dell’isola. La descrizione della struttura si estende poi in senso fisico all’architettura del luogo: si parla di un monastero elevato e spazioso, decorato da pitture murali con monumenti funebri di Brigida e Conleth d’oro e d’argento incastonati di gemme preziose. È interessante notare come la connotazione artistica ed ecclesiastica della struttura impostata da Cogitosus sia stata vista dagli studiosi come un indizio della giovane chiesa d’Irlanda impegnata nel tentativo di attirare fedeli e imporsi come importante luogo di culto (elemento che concorda con l’ambientazione della maggior parte dei miracoli).
L’opera termina a questo punto con un’invocazione alla Santa e ai lettori che richiama l’inadeguatezza dell’autore che nelle ultime righe del manoscritto nomina sé stesso come il Cogitosus cui rivolgere le proprie preghiere.